# Crislan Henrique da Silva de Sousa
Crislan Henrique da Silva de Sousa (* 13. März 1992 in Teresina), auch einfach nur Crislan genannt, ist ein brasilianischer Fußballspieler.

## Karriere
Bis zum Sommer 2015 spielte Crislan für diverse Vereine in seiner Heimat Brasilien und wechselte dann zum portugiesischen Erstligisten Sporting Braga. Dort kam er in seiner ersten Spielzeit zu mehreren Pflichtspieleinsätzen und gewann auch den nationalen Pokal, wurde aber in den folgenden Jahren an CD Tondela sowie die japanischen Vereine Vegalta Sendai, Shimizu S-Pulse und Shonan Bellmare verliehen. Die Saison 2021 verbrachte er bei Bucheon FC 1995 in Südkorea und ein Jahr später kehrte Crislan in seine Heimat zurück. Dort gewann er 2022 mit Brusque FC die Staatsmeisterschaft von Santa Catarina. Am 17. Januar 2023 unterschrieb er in Thailand einen Vertrag beim Erstligisten Nakhon Ratchasima FC. Am Ende der Saison 2022/23 musste er mit dem Verein aus Nakhon Ratchasima in die zweite Liga absteigen. Für Korat bestritt er 14 Ligaspiele. Nach dem Abstieg wurde sein Vertrag im Sommer 2023 nicht verlängert. Anfang Juli 2023 ging er nach Indonesien, wo er einen Vertrag beim Erstligisten Bhayangkara Presisi Indonesia FC unterschrieb. Für den Erstligisten aus Bekasi bestritt er bis Jahresende 13 Erstligaspiele. Im Januar 2024 kehrte er nach Brasilienen zurück. Hier stand er bis Jahresmitte beim Ríver AC in Teresina unter Vertrag. Nakhon Si United FC, ein thailändischer Zweitligist aus Nakhon Si Thammarat, nahm ihn Ende Juni 2024 unter Vertrag. Ende Dezember 2024 wurde sein Vertrag nicht verlängert. Nach kurzer Vertragslosigkeit nahm ihn im Sommer 2025 der thailändische Zweitligist Trat FC unter Vertrag.

## Erfolge
Sporting Braga
- Portugiesischer Pokalsieger: 2016

Brusque
- Staatsmeisterschaft von Santa Catarina: 2022